# Aron Huzu
Aron Huzu (Nagyszeben, 1953. március 23. –) román nemzetközi labdarúgó-játékvezető.

## Pályafutása
Pályafutása során hazája legfelső szintű labdarúgó-bajnokságának játékvezetője lett. Az aktív nemzeti játékvezetéstől 1999-ben vonult vissza.

### Nemzeti kupamérkőzések
Vezetett Kupa-döntők száma: 1.

#### Szuper-kupa
| Időpont             | Helyszín                  | Mérkőzés típusa | Mérkőzés                               | Eredmény | Nézők száma |
| ------------------- | ------------------------- | --------------- | -------------------------------------- | -------- | ----------- |
| 1998. szeptember 9. | Nemzeti Stadion, Bukarest | döntő           | FC Steaua București–FC Rapid București | 4 : 0    | 35 000      |

### Nemzetközi játékvezetés
A Román labdarúgó-szövetség Játékvezető Bizottsága (JB) 1988-ban terjesztette fel nemzetközi játékvezetőnek, a Nemzetközi Labdarúgó-szövetség (FIFA) bíróinak keretébe. Több nemzetek közötti válogatott és klubmérkőzést vezetett, vagy működő társának partbíróként segített. A román nemzetközi játékvezetők rangsorában, a világbajnokság-Európa-bajnokság sorrendjében többedmagával a 8. helyet foglalja el 3 találkozó szolgálatával. Az aktív nemzetközi játékvezetéstől 1999-ben a FIFA 45 éves korhatárát elérve búcsúzott. Válogatott mérkőzéseinek száma: 5.

#### Világbajnokság
A világbajnoki döntőhöz vezető úton Franciaországba a XVI., az 1998-as labdarúgó-világbajnokságra a FIFA JB bíróként alkalmazta.
| Időpont            | Helyszín                   | Mérkőzés típusa           | Mérkőzés                  | Eredmény | Nézők száma |
| ------------------ | -------------------------- | ------------------------- | ------------------------- | -------- | ----------- |
| 1996. december 14. | Arms Park Stadion, Cardiff | előselejtező (7. csoport) | Wales–Törökország         | 0 : 0    | 12 500      |
| 1997. október 11.  | Ernst Happel Stadion, Bécs | előselejtező (4. csoport) | Ausztria–Fehéroroszország | 4 : 0    | 48 000      |

#### Európa-bajnokság
Az európai-labdarúgó torna döntőjéhez vezető úton Angliába a X., az 1996-os labdarúgó-Európa-bajnokságra az UEFA JB játékvezetőként foglalkoztatta.
| Időpont             | Helyszín                 | Mérkőzés típusa           | Mérkőzés                | Eredmény | Nézők száma |
| ------------------- | ------------------------ | ------------------------- | ----------------------- | -------- | ----------- |
| 1995. szeptember 3. | Maksimir Stadion, Zágráb | előselejtező (4. csoport) | Horvátország–Észtország | 7 : 1    | 8 653       |

#### Nemzetközi kupamérkőzések

##### UEFA-kupa
| Időpont              | Helyszín                           | Mérkőzés típusa        | Mérkőzés           | Eredmény |
| -------------------- | ---------------------------------- | ---------------------- | ------------------ | -------- |
| 1993. szeptember 29. | Hidegkuti Nándor Stadion, Budapest | első kör (2. mérkőzés) | MTK Budapest FC–KR | 0 : 0    |

## Sportvezetőként
A Román bundabotrányok következtében történő személyi változások következtében 2009-től a román JB elnöke lett. Kettő hónap múlva leköszönt posztjáról, mert a Román Labdarúgó-szövetség külföldi bírókat kívánt felkérni mérkőzésvezetésre.